# Atikokania
Atikokania ett i Kanadas proterozoiska bildningar förekommande fossil, funnet i Steeprock lake, nordväst om Lake Superior.
Atikokania tillhör troligen svampdjuren, om också den har likheter med korallerna. I början av 1900-talet var Atikokania det äldsta fossil som kunnat påträffas i säkert daterbara avlagringar.